# Elvis Costello
Elvis Costello, nome artístico de Declan Patrick Aloysius MacManus (Londres, 25 de agosto de 1954), é um cantor, compositor e músico britânico. Teve participação nos primórdios do cenário pub rock britânico, no meio dos anos 1970, e mais tarde foi associado aos estilos de punk rock e new wave, antes de se estabilizar como uma voz única e original nos anos 1980. O seu alcance musical é impressionantemente amplo. Certo crítico escreveu que “Costello, a enciclopédia do pop, pode inventar o passado sob sua própria imagem”.

## Biografia

### Começo de vida e carreira
MacManus nasceu no St. Mary's Hospital em Paddington, Londres, vivendo na região até os dezesseis anos. Já com uma família musical (o pai, Ross MacManus, cantava com Joe Loss), MacManus mudou-se com a mãe para Liverpool em 1971. Foi ali que formou a primeira banda, Flip City, com um estilo calcado no pub rock; tocaram até 1975/76, época em que MacManus passou a viver em Londres com a esposa e filho.
Teve diversos empregos enquanto continuava a compor, e iniciou uma tentativa agressiva de conseguir um contrato, o que provocou o incidente de uma prisão por atitute suspeita no local de uma reunião de executivos de gravadora. Depois de mandar uma fita demo, foi contratado pela Stiff Records. O empresário na Stiff, Jake Rivera, sugeriu a mudança de nome (usando o primeiro nome de Elvis Presley e o sobrenome artístico de seu pai, "Day Costello", para formar “Elvis Costello”) e juntou-o com uma banda de country/soft rock chamada “Clover”.

### Anos 1970
O primeiro álbum de Costello, My Aim Is True (1977) foi de um sucesso comercial moderado, com ele aparecendo na capa usando os óculos que se tornariam sua marca registrada, e beirando uma semelhança chocante com Buddy Holly. Este lançamento viu Costello promovido por Stiff como um artista new wave e punk rock, apesar do fato de o álbum apresentar a conservadora balada “Alison” (uma de suas canções mais conhecidas). No mesmo ano Costello recrutou sua própria banda, The Attractions, composta por Steve Nieve (piano), Bruce Thomas (baixo) e Pete Thomas (bateria). Ele lançou seu primeiro compacto de sucesso, o cinematográfico “Watching The Detectives”, gravado com Nieve e mais Steve Goulding (bateria) e Andrew Bodnar (baixo), ambos integrantes da banda Graham Parker & The Rumour.

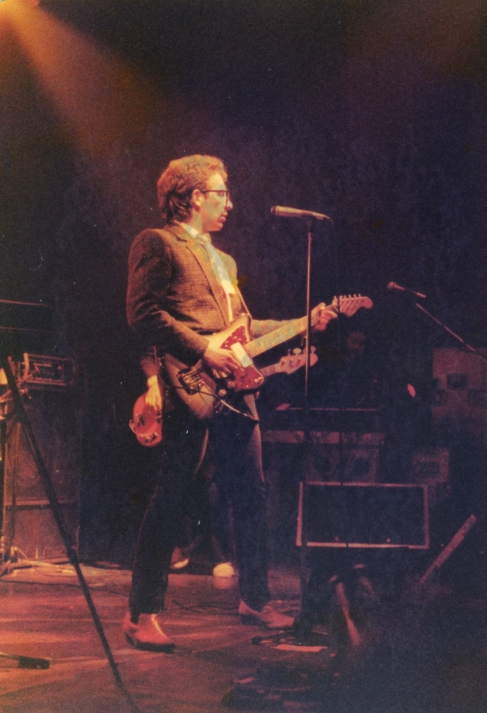
Elvis Costello, 1979.

Depois de uma badalada turnê com outros artistas da Stiff (capturada no álbum Live Stiffs, notável pela versão do sucesso de Burt Bacharach/Hal David “I Just Don’t Know What To Do With Myself”), a banda lançou This Year’s Model (1978), uma gravação frenética preenchida com rouca energia e os versos afiados de Costtelo.
Em 1977, Costello participou do Saturday Night Live. Durante os ensaios, ele e o Attractions tocaram “Less Than Zero”. Mas quando chegou a hora da apresentação, Costello e sua banda fizeram apenas a introdução da música e então – para o choque dos produtores do programa – parou tudo, desculpou-se com a plateia e começou uma versão de “Radio, Radio”, que o programa pediu que não tocassem devido a sua mensagem anticorporativista (Costello também afirmou achar que “Less Than Zero” não faria muito sentido para o público americano). O produtor Lome Michaels ficou furioso, não só com o desafio de Costello mas também porque o programa foi tirado do ar. Costello só seria convidado a tocar no Saturday Night Live novamente em 1989, não aparecendo em mais nenhum programa de televisão americano nos anos seguintes a esse incidente.
1979 foi sem dúvida nenhuma o ano do auge do sucesso comercial de Costello com o lançamento de Armed Forces (intitulado originalmente de Emotional Fascism). Inspirada pelas turnês constantes, a banda estava em fina forma e Costello evoluiu notavelmente seu talento de compositor, passando a tratar de assuntos pessoais e políticos. Também encontrou tempo naquele ano para produzir o álbum de estreia da banda de ska The Specials.
Seu sucesso nos E.U.A foi severamente prejudicado, entretanto, quando Costello chamou Ray Charles de “crioulo cego e ignorante” durante uma discussão com Bonnie Bramlett no bar do hotel Holiday Inn em Columbus, Ohio (sendo um comentário particularmente esquisito, pois Elvis trabalhava constantemente na campanha britânica Rock Against Racism tanto antes quanto depois disso). Um contido Costello desculpou-se em uma conferência de imprensa em Nova York, dizendo que estava bêbado e que disse aquilo só para provocar Bramlett (e conseguiu; ela lhe deu um murro). Em seu encarte da versão remasterizada de Get Happy!!, Costello escreveu que recusou um convite para conhecer Charles pouco tempo depois do infame incidente: “qualquer desculpa depois de todos esses anos seria mais do que embaraçosa para todos os presentes, e tudo que eu pude fazer foi virar meu rosto em vergonha e frustração sabendo que aquela era uma mão que eu provavelmente nunca apertaria… eu também descobri que a culpa é um fogo que arde sem qualquer sinal de limitação”. O incidente com Bonnie inspirou Costello a compor Riot Act, canção presente no álbum Get Happy!.

### Anos 1980

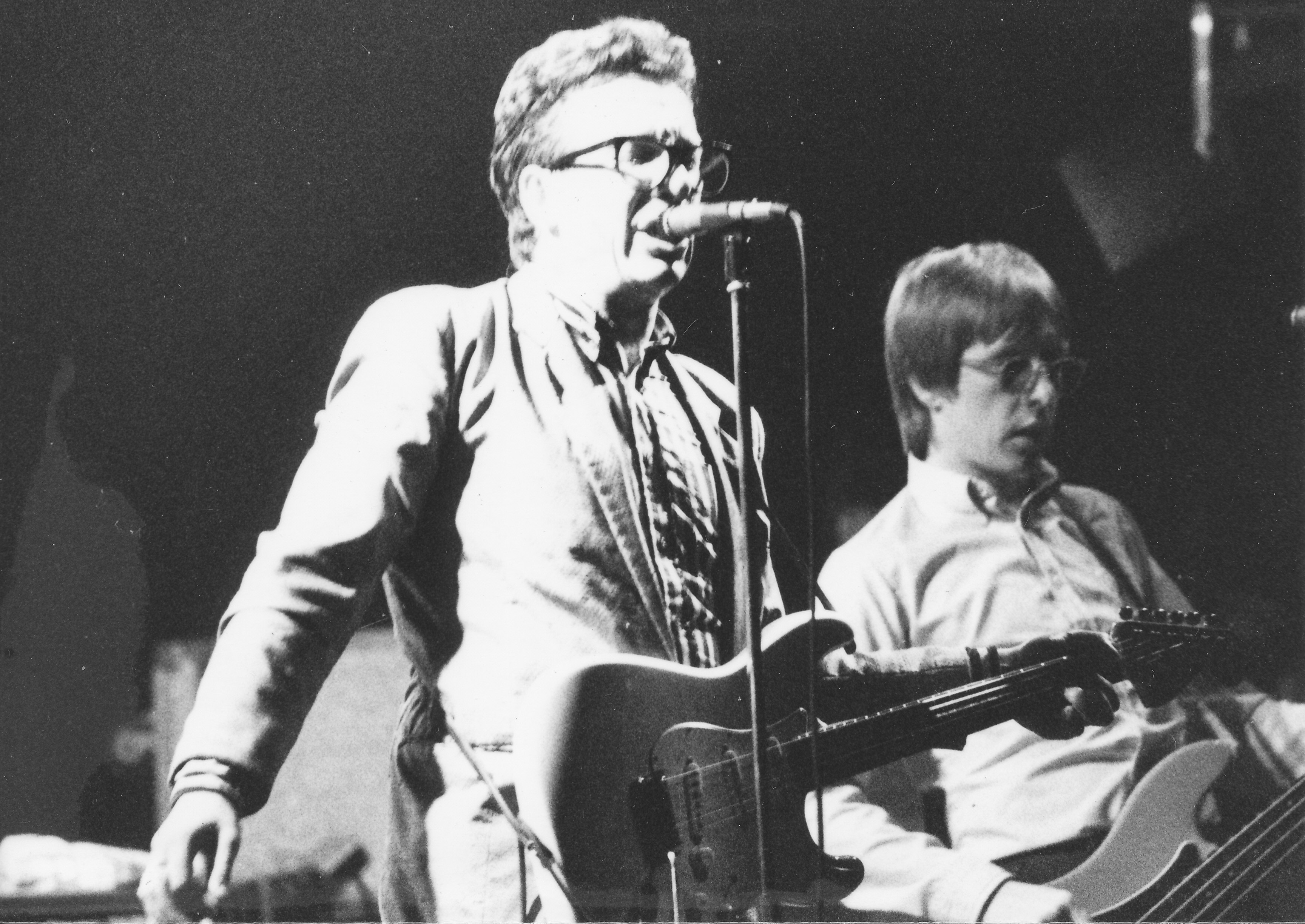
Ao vivo no Metrol-Theatre, Berlim, Maio de 1980.

Possivelmente como outra afirmação de seu autoimposto débito com a música negra, o álbum seguinte de Costello e o Attractions, Get Happy!!, foi um inventivo pastiche do pop da new wave com a soul music. Seria o primeiro e, juntamente com King Of America, provavelmente o mais bem sucedido dos muitos experimentos de Costello com gêneros além dos quais é comumente associado. A brevidade das canções (20 faixas em aproximadamente 45 minutos) formatou o novo estilo da banda. Liricamente, as canções eram repletas da marca registrada de Costello - o jogo de palavras - ao ponto de ele sentir mais tarde como se estivesse tornando-se uma autoparódia, diminuindo o ritmo em composições posteriores.
Trust, de 1981, soava mais pop, mas o resultado geral era claramente influenciado pelas tensões crescentes entre a banda, particularmente entre Bruce e Pete Thomas. Apesar de seu ecletismo, ‘’Trust’’ não obteve muita repercussão e foi o primeiro álbum de Costello a não gerar compactos de sucesso.
Depois da insatisfação comercial de Trust, Costello deu um tempo da carreira de compositor e a banda seguiu para Nashville para gravar Almost Blue, um álbum de versões de sucessos da música country compostos por Hank Williams (“Why Don’t You Lije Me (Like You Used To Do?)”), Merle Haggard, (“Tonight The Bottle Let Me Down”) e Gram Parsons (“How Much I Lied”). Com críticas variadas, algumas das quais acusavam Costello de estar ficando sofisticado, a gravação foi lançada com uma faixa que trazia a mensagem:
Imperial Bedroom, de 1982, marcou um som mais obscuro, quase barroco, para Costello, em grande parte devido à produção de Geof Emerick, famoso por ser o engenheiro-de-som de várias gravações dos Beatles. Apresentando uma gama superior de canções – tanto musicalmente quanto liricamente – este permanece como um de seus álbuns mais aclamados pela crítica, mas, novamente, fracassou em gerar compactos de sucesso. Costello disse não ter gostado da promoção do estúdio para o álbum, com fracos anúncios consistindo apenas da frase “Obra Prima?”.
1983 viu o lançamento de outra experimentação de pop-soul com Punch The Clock, com backing vocals femininos e até uma banda de metais. Foi deste álbum que saiu o sucesso internacional “Everyday I Write The Book”, ilustrado por um profético videoclipe que apresentava sósias do príncipe Charles e da princesa Diana passando por uma crise doméstica em uma casa suburbana.
A tensão entre a banda estava passando a ficar insuportável, e Costello, começando a se sentir esgotado, anunciou sua aposentadoria e a separação do grupo logo depois da gravação de Goodbye Cruel World, em 1984. Com um número de canções fracas (e mesmo as melhores, mal produzidas), o disco não obteve muita repercussão, e até os mais fanáticos seguidores de Costello consideram Goodbye como seu pior álbum.
A aposentadoria de Costello, embora de vida curta, foi acompanhada por duas coletâneas, Elvis Costello: The Man no Reino Unido, Europa e Austrália e The Best of Elvis Costello and the Attractions nos E.U.A.
Em 1985, Costello juntou-se a seu amigo T-Bone Burnett para gravar um compacto chamado “The People’s Limousine” sob o pseudônimo de “The Coward Brothers”. Neste mesmo ano, Costello produziu Rum, Sodomy and the Lash para a banda punk/folk Pogues. Foi aí que ele conheceu sua segunda esposa, Cait O’Riordan, baixista do Pogues.
Já em 1986 Costello estava se preparando para retomar sua carreira. Trabalhando nos Estados Unidos com Burnett, mais uma banda contendo vários músicos de apoio de Elvis Presley e uma parte da formação do Attractions, ele produziu King of America, um álbum firmado no som do violão country, complementado por algumas de suas melhores composições por um bom tempo. Foi nesta época que ele voltou legalmente a se chamar Declan MacManus, acrescentando um Aloysius como um nome do meio extra.
No final do mesmo ano, ele voltou ao estúdio com o Attractions e gravou Blood And Chocolate, proclamado por um fervor pós-punk que não se via desde This Year’s Model, de 1978. Também marcou o retorno do produtor Nick Lowe, que produziu os primeiros cinco álbuns de Costello. Foi neste disco que ele usou pela primeira vez seu alter-ego “Napoleon Dynamite” (este apelido havia sido usado anteriormente em 1982, quando o lado-B do compacto “Imperial Bedroom” foi creditado à “Napoleon Dynamite & The Royal Guard”.)
Em 1987 Costello, com um novo contrato pela Warner Bros., deu início ao que seria uma longa parceria com Paul McCartney. Eles compuseram diversas canções juntos, incluindo “Veronica” e “Pads, Paws and Claws” do álbum Spike (1989, disco que também contém God´s Comic) e “So Like Candy” e “Playboy to a Man” de Mighty Like A Rose (1991), ambos álbuns de Costello, e “My Brave Face”, “Don’t Be Careless Love”, “That Day Is Done” e “You Want Her Too”, de Flowers in the Dirt, “Back On My Feet” (Lado B do single Once Upon A Long Ago) e “The Lovers The Never Were” e “Mistress and Maid” de Off The Ground, lançados por McCartney. Em 1989, ele participou de um especial pela HBO, Roy Orbison and Friends, A Black and White Night, estrelando seu ídolo de longa data Roy Orbison, e foi convidado a participar do Saturday Night Live pela primeira vez desde 1977.

### Anos 1990
Em 1991 Costello lançou o supracitado Mighty Like A Rose, nesta época deixando crescer uma infame e longa barba.
Em 1993 Costello provou das águas da música clássica com uma aclamada colaboração com o Brodsky Quartet em The Juliet Letters. Costello retornaria ao rock and roll no ano seguinte em um projeto que o reuniu com o The Attractions, Brutal Youth. Um álbum de versões gravado cinco anos antes foi lançado em 1995, ‘’Kojak Variety’’, seguido em 1996 por um álbum de canções que escrevera originalmente para outros artistas, All This Useless Beauty. Este foi o último álbum de seu contrato com a Warner Bros.
Em 1996 ele colaborou com Burt Bacharach em uma canção chamada “God Give Me Strength” para o filme ‘’Grace Of My Heart’’. Esta colaboração levou a dupla a compor e gravar um álbum juntos, Painted From Memory, lançado em 1998 sob seu novo contrato com a Mercury Records.
Em 1999 Costello gravou - depois de um convite - uma cover da música "She", de Charles Aznavour, para o filme "Um Lugar Chamado Notting Hill". A cover é o tema do casal William Thacker (Hugh Grant) e Anna Scott (Julia Roberts).
Para o vigésimo quinto aniversário de Saturday Night Live, Costello foi convidado para o programa, onde ele reviveu sua abrupta troca de músicas de 1977. Desta vez, entretanto, ele interrompeu “Sabotage”, dos Beastie Boys, e eles ficaram como sua banda de apoio em “Radio, Radio”.

### 2000 até o presente
Em 2001, Costello foi anunciado como o “artista em residência” na UCLA (embora ele tenha terminado fazendo menos aparições do que o previsto) e compôs músicas para um balé. Também produziu e participou de um álbum da cantora de ópera Anne Sofie von Otter, For The Stars.
Em 2002 ele lançou um novo álbum, When I Was Cruel, viajando em turnê com uma nova banda, o Imposters (o Attractions com um baixista diferente, Davey Farragher). Costello separou-se de sua segunda esposa, Cait O’Riordan, no final do mesmo ano.
Em março de 2003, Elvis Costello & The Attractions foram incluídos no Hall da Fama do Rock and Roll. Em maio, seu casamento com a cantora de jazz canadense Diana Krall foi anunciado. Setembro viu o lançamento de North, um álbum de baladas ao piano. Em dezembro, Costello e Krall se casaram na mansão londrina de Elton John. Em 2004 a canção “Scarlet Tide” (co-escrita por Costello e T-Bone Burnett e usada no filme ‘’Cold Mountain’’) foi indicada ao Oscar; ele tocou-a na premiação com Alison Krauss, que a canta na trilha sonora oficial.
Em julho de 2004 o primeiro trabalho orquestral em larga larga escala de Costello, Il Sogno, foi apresentado em Nova York. O trabalho, um balé inspirado na obra “Sonho de Uma Noite de Verão” de William Shakespeare foi representado pela trupe de dança italiana Aterballeto, sendo um sucesso de crítica. Enquanto o escrevia, Costello propositalmente recusou-se a ouvir as interpretações anteriores de Mendelssohn e Britten em função de preservar sua própria originalidade. Uma gama de estilos e temas musicais foi usado para representar os diferentes elementos dos personagens. Il Sogno foi lançado em CD em setembro do mesmo ano pela Deustche Grammophon.
Costello também lançou outro álbum naquele mesmo mês: The Delivery Man, um álbum de rock gravado em Oxford, Miss. Composto em sua maioria de blues, country e folk, The Delivery Man foi aclamado pela crítica com um dos melhores álbuns de Costello, e dá continuação à busca pessoal de Elvis de lançar um disco diferente em cada um dos selos da gravadora Universal.
Ainda no contexto do álbum The Delivery Man, em outubro de 2005, Costello esteve no Brasil, desta vez não como "atração-extra" (como no Free Jazz de 1995), mas como principal atrativo do TIM Festival daquele ano. Fez 3 shows, nos quais realizou um memorável apanhado de sua carreira: um no Rio de Janeiro, outro em Belo Horizonte e ainda um em São Paulo. Neste último houve um comparecimento significativo de grandes nomes da música nacional.
Em 2008, a banda de Pop/Rock norte-americana, Fall Out Boy contou com a participação de Elvis Costello no single What a Catch, Donnie, do novo álbum do grupo chamado Folie à Deux.
Em 15 de maio de 2010, Costello anunciou que não iria mais realizar dois concertos agendados em Israel em oposição ao tratamento dado por Israel aos palestinos. Em um anúncio em seu site, Costello escreveu:

Tem sido necessário lidar com as falsidades das propagandas, os jogos duplos e a linguagem histérica da política, a vaidade e o egocentrismo dos comunicadores públicos, de modo a seguir meus próprios pensamentos conflitantes.— Elvis Costello

## Discografia

### Álbuns
1. 1977 - My Aim Is True
2. 1978 - This Year's Model
3. 1979 - Armed Forces
4. 1980 - Get Happy!!
5. 1981 - Trust
6. 1981 - Almost Blue
7. 1982 - Imperial Bedroom
8. 1983 - Punch the Clock
9. 1984 - Goodbye Cruel World
10. 1986 - King of America
11. 1986 - Blood and Chocolate
12. 1989 - Spike
13. 1991 - Mighty Like a Rose
14. 1993 - The Juliet Letters
15. 1994 - Brutal Youth
16. 1995 - Kojak Variety
17. 1996 - All This Useless Beauty
18. 1996 - Costello & Nieve
19. 1998 - Painted from Memory, com Burt Bacharach
20. 2002 - When I Was Cruel
21. 2002 - Cruel Smile
22. 2003 - North
23. 2004 - The Delivery Man
24. 2004 - Il Sogno
25. 2005 - Piano Jazz, com Marian McPartland
26. 2006 - My Flame Burns Blue
27. 2006 - The River in Reverse, com Allen Toussaint
28. 2008 - Momofuku, com The Imposters
29. 2009 - Secret, Profane & Sugarcane
30. 2010 - National Ransom
31. 2012 - If i cath you,feat Marconi Danilo

### Coletâneas
1. 1980 - Taking Liberties
2. 1980 - Ten Bloody Marys & Ten How's Your Fathers
3. 1987 - Out of Our Idiot
4. 1993 - 2½ Years
5. 2003 - Singles, Volume 1
6. 2003 - Singles, Volume 2
7. 2003 - Singles, Volume 3

Esta seção está incompleta.

### Relançamentos pela Rhino
Todos os álbuns de estúdio de Costello até 1996 (com exceção de ‘’The Juliet Letters’’) foram relançados de 2001 a 2005 pela Rhino Records, sob a supervisão do próprio Costello e apresentando, em cada caso, um disco bônus de lados-B, outtakes, faixas ao vivo, versões alternativas e/ou demos das músicas. O som foi remasterizado e Costello escreveu o encarte de cada álbum, com suas reflexões sobre as músicas e anedotas da época de gravação.
Os discos bônus de ‘’Almost Blue’’ e ‘’Kojak Variety’’ destacam-se particularmente por conter, cada um deles, praticamente um novo álbum de material que foi gravado na época ou não lançado, ou que saiu no lado-B de compactos.
O disco bônus de ‘’Get Happy’’ também se destaca, com 30 faixas adicionais que o transformaram num álbum duplo com 50 canções.

### Álbuns em tributo
1. 1998 - Bespoke Songs, Lost Dogs, Detours & Rendezvous - (vários artistas)
2. 2002 - Almost You: The Songs of Elvis Costello - (vários artistas)
3. 2003 - The Elvis Costello Songbook - Bonnie Brett
4. 2004 - A Tribute to Elvis Costello - Patrik Tanner

## Filmografia
- 1979 estreia no cinema como 'The Earl of Manchester' em Americathon
- 1984 como ‘Henry Scully' na série de televisão britânica Scully
- 1985 como o mágico inepto 'Rosco de Ville' em No Surrender
- 1987 como 'Hives the Butler' em Straight to Hell, estrelando Joe Strummer e Courtney Love
- 1997 como si mesmo em Spice World
- 1999 como si mesmo em Austin Powers: The Spy Who Shagged Me, tocando com Burt Bacharach
- 1999 como si mesmo em 200 Cigarettes
- 2001 como um defensor público e professor em Prison Song
- 2002 como si mesmo em How I Spent My Strummer Vacation, um episódio do The Simpsons
- 2003 Indicado ao Oscar na categoria “Melhor Canção Original” por “The Scarlet Tide” em Cold Mountain
- 2003 como 'Ben' no episódio “Farewell, Nervosa” da série Frasier
- 2003 apresentador convidado no The Late Show with David Letterman
- 2004 tocando a canção de Cole Porter "Let's Misbehave" em De-Lovely
- 2004 como si mesmo no seriado "Two and a Half Men", episódio 'Back Off Mary Poppins'
- 2006 interpreta ele mesmo, em uma ponta, no filme 'Delírios'
- 2009 interpreta a si mesmo, em um episódio da série de tv americana 30 Rock, episódio no qual participa, junto com vários outros artistas, de uma música em prol da doação de um rim para o pai do personagem Jack Donaghy (Alec Baldwin)